# 浦東路駅 (南京市)
浦東路駅（ほとうろえき）は、中華人民共和国江蘇省南京市浦口区に位置する南京地下鉄11号線の駅である。

## 歴史
- 2021年11月30日: 着工[1]。

## 隣の駅
南京地下鉄
■ 11号線
柳洲南路駅 - 浦東路駅 - 新馬路駅